# Tina Dico

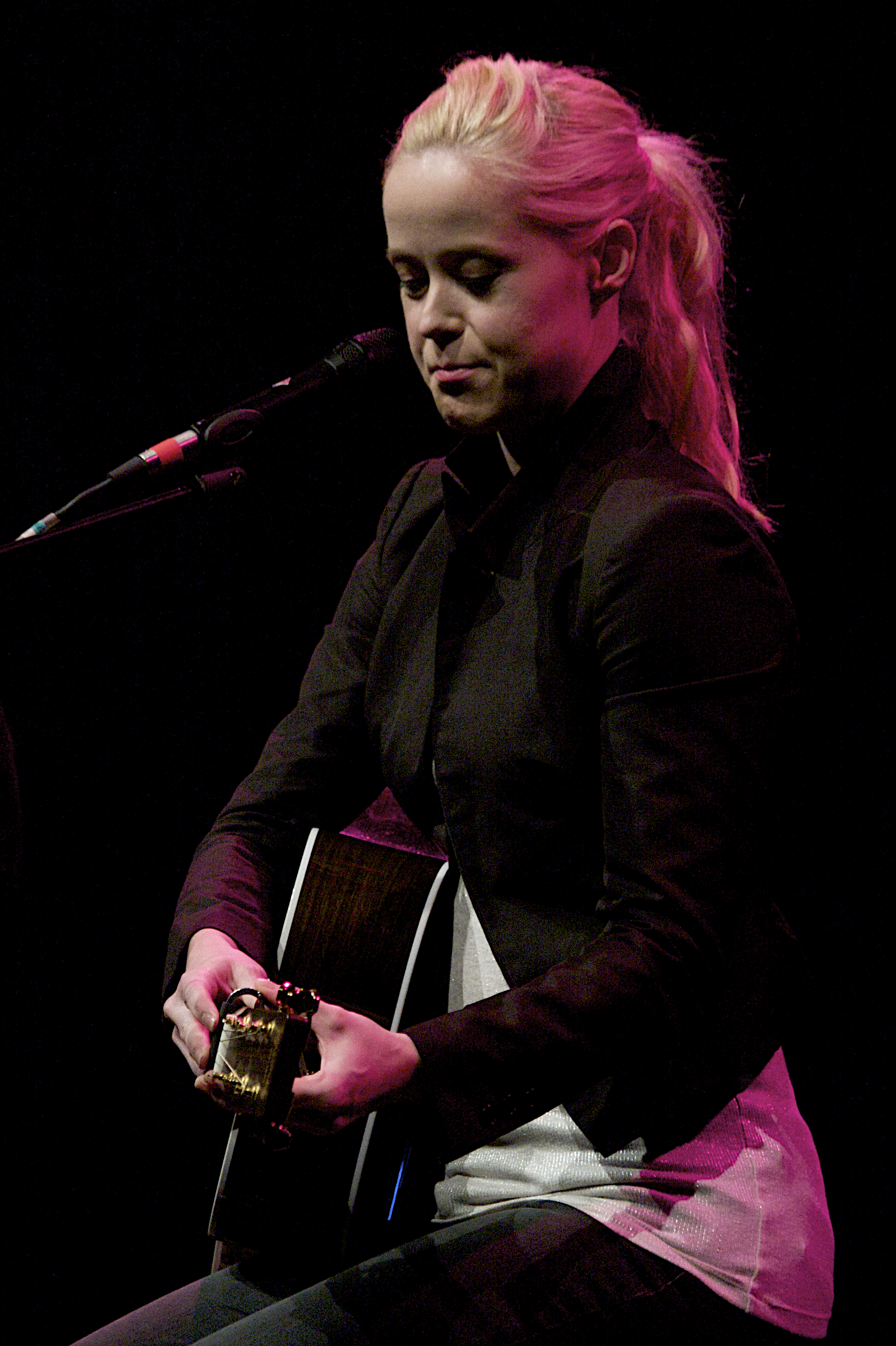
Tina Dickow im Aalborg Congress & Culture Centre, 2009

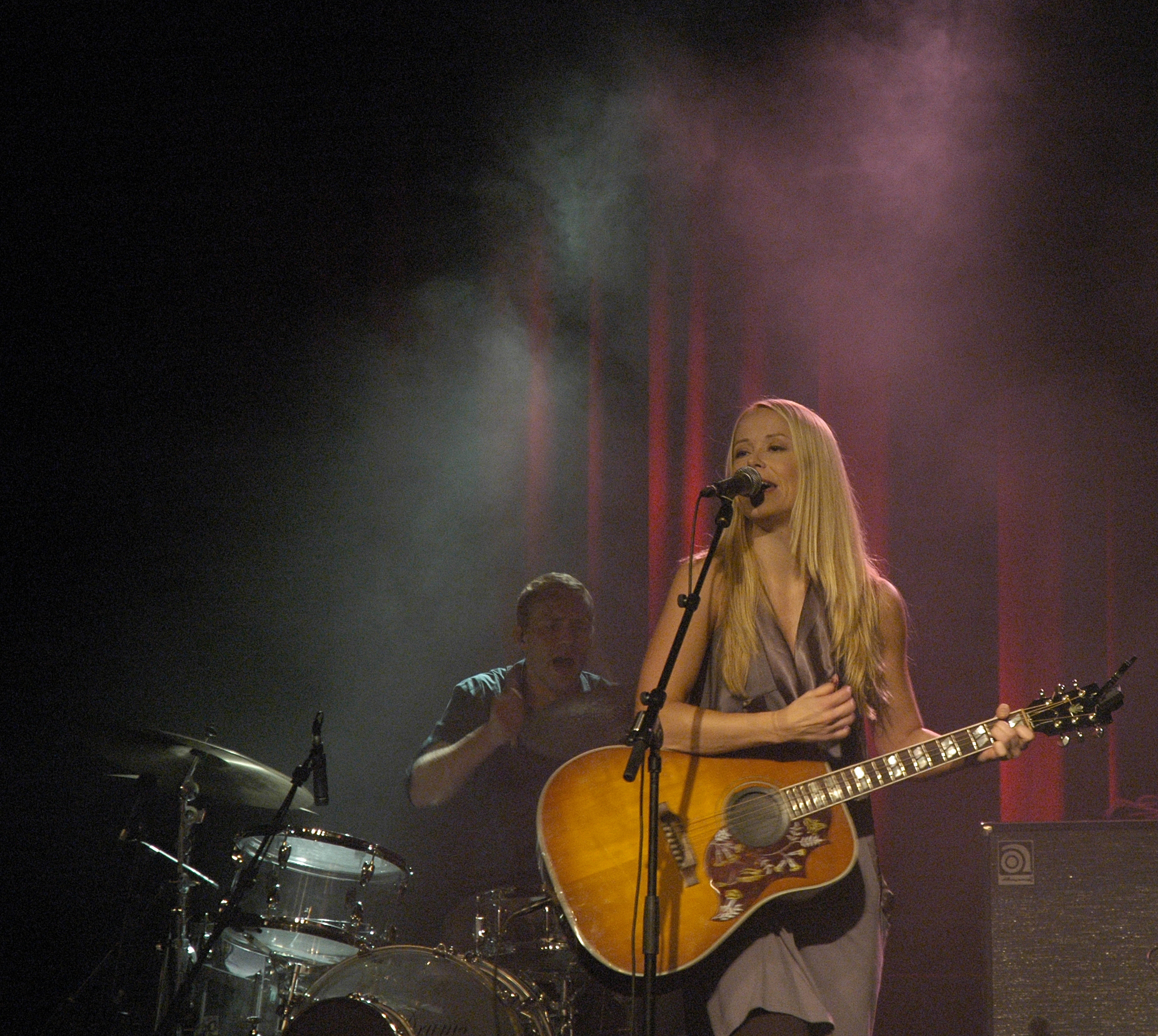
Tina Dico bei einem Konzert in Frederikshavn, 2008

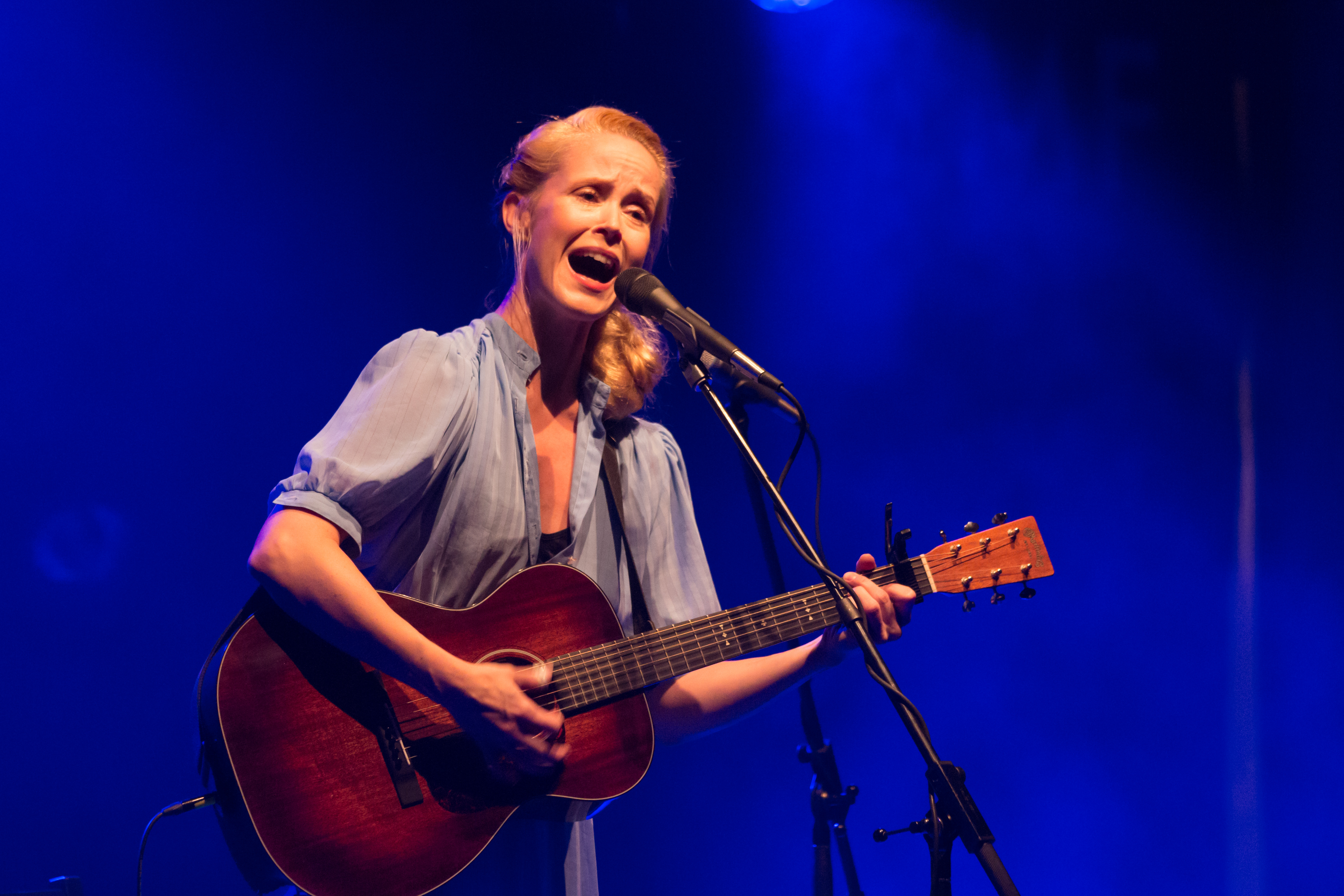
Tina Dico auf dem 33. Zelt-Musik-Festival in Freiburg, 2015

Tina Dico (* 14. Oktober 1977 in Aarhus-Åbyhøj als Tina Dickow) ist eine dänische Popsängerin und Songwriterin. In Dänemark tritt sie unter ihrem Geburtsnamen Dickow auf, für den internationalen Markt wählte sie den Künstlernamen Dico.

## Leben
Mit 15 Jahren spielte sie erstmals in einer Band namens Fester Kester. 1997 trat sie in der dänischen Fernsehserie Karrusel auf. Nach ihrem Schulabschluss begann sie ein Studium der Religionswissenschaften an der Aarhus University, brach dieses jedoch wieder ab und studierte dann am Det Jyske Musikkonservatorium. 1998 gewann sie in Dänemark zwei Talentwettbewerbe, Talentspot und Vi har scenen, har I musikken? und veröffentlichte mit ihrer Band Tina Dickow and Sheriff die Single Your Waste of Time. Sie erhielt mehrere Angebote für Plattenverträge, entschied sich aber, zur Veröffentlichung ihres Debütalbums eine eigene Firma, Finest Gramophone, zu gründen.
Anfang 2002 zog sie nach London. Dort arbeitete sie mit der Band Zero 7 zusammen. Sie sang auf dem Album When It Falls die Titel Home und The Space Between und begleitete die Gruppe auch auf Tournee.
Nach ihrem Auftritt beim New Pop Festival in Baden-Baden im September 2006 folgte in Deutschland am 6. Oktober 2006 die Veröffentlichung des Albums In the Red vom Label Universal Music Group. Als erste Single wurde Warm Sand ausgekoppelt.
Im September 2007 wurde das Studioalbum Count to Ten veröffentlicht, das – wie ihr Vorgängerwerk In the Red im Jahr 2005 – gleich zu Beginn Platz 1 der dänischen Albumcharts belegte.
Am 22. September 2008 erschien zunächst nur in Dänemark die EP-Trilogie A Beginning, a Detour, an Open Ending, die auf Anhieb auf Platz 2 in die dänischen Albumcharts einstieg. Nach drei Wochen wurde das Werk in Dänemark bereits mit einer goldenen Schallplatte geehrt. Erstveröffentlichungstermin in Deutschland war der 3. April 2009. Von ihrem Auftritt bei Inas Nacht am 27. Juni 2009 wurde ihr Lied Count to Ten zusammen mit neun weiteren Gastauftritten auf der Bonus-CD Inas kleine Nachtmusik mit Ina Müllers Album Ich bin die veröffentlicht.
Im November 2009 zog Dico von London nach Kopenhagen. Im gleichen Jahr steuerte sie die Musik zu dem Film Old Boys bei und veröffentlichte das Album The Road to Gävle.
Im September 2010 erschien in Deutschland das Doppelalbum Welcome Back Colour. Es handelt sich dabei um eine Kompilation mit einigen neuen Titeln und einer Auswahl der bekanntesten Titel der vorherigen Alben, zum Teil in neuen Interpretationen. Aus diesem Anlass gab Dico zwischen dem 3. Oktober und dem 21. Oktober 14 Konzerte in deutschen Städten sowie ein Zusatzkonzert im Gloria-Theater Köln am 22. Oktober 2010.
Spätestens seit 2012 lebt sie in Seltjarnarnes, einer Vorstadtgemeinde der isländischen Hauptstadt Reykjavík, zusammen mit dem isländischen Musiker Helgi Jónsson (* 1979). Ihn traf sie erstmals 2008; zwei Jahre später wurden sie ein Paar, im Juli 2014 heirateten sie. Im Juli 2012 kam ihr gemeinsamer Sohn zur Welt und im Januar 2014 ihre Tochter. In ihrem Haus in Seltjarnarnes haben die beiden ein eigenes Studio, in dem – fünf Jahre nach Dicos letztem Studioalbum Count to Ten von 2007 – das am 3. September 2012 erschienene Album Where Do You Go to Disappear? eingespielt wurde.
Im August 2014 erschien das Album Whispers, es ist der Soundtrack zum Film En du elsker unter der Regie von Pernille Fischer Christensen. Nach einer Tour in Dänemark kam sie mit dem Album im November auch in Deutschland zu neun Auftritten auf Tournee. Im Dezember 2014 veröffentlichte sie auf Spotify En Håndfuld Danske, eine Zusammenstellung mit sechs Coverversionen der dänischen Künstler Ulige Numre, Suspekt, Medina, Kim Larsen, Pia Raug und TV-2.
Im Mai 2015 veröffentlichte sie zuerst nur als Video, später auch als Single-Download die Single Spark. Später im Jahr erschien der Song dann auch als Bonustrack auf einer Neuauflage des letzten Albums Whispers. Auch das zwischenzeitlich als Video veröffentlichte Stück Ask Again, die Geschichte ihres Heiratsantrages, erschien auf diesem Album. Im Herbst 2015 war Dico für 13 Konzerte auf Deutschlandtour, im Dezember trat sie nach 2009 erneut in der Sendung Inas Nacht auf. Zur Tour erschien ihr erstes Songbook mit Texten und Akkorden zu 37 ihrer Songs.
Im Frühling 2016 tourte sie erst noch einmal selbst mit ihrem Album Whispers durch Deutschland. Im darauffolgenden Herbst sowie im Frühjahr 2017 trat sie dann als Bassistin und Background-Sängerin auf 14 Konzerten in der Band ihres Mannes Helgi Jónsson auf.
Im Sommer 2017 über spielte sie in Dänemark bei einigen Festivals und begann parallel ihre Autobiografie Tæl til Tina zu schreiben, die im November 2017 in Dänemark veröffentlicht wurde. Außerdem spielte sie zwei Solo-Tourneen in Dänemark zum 10-jährigen Jubiläum ihres Albums Count to Ten. Den einzigen eigenen Auftritt in Deutschland spielte sie im Dezember 2017 in der Elbphilharmonie in Hamburg.
Im Oktober 2018 veröffentlichte sie das Album Fastland (dänisch für „Festland“), welches sie in der ersten Jahreshälfte, unterstützt von ihrem Mann Helgi Jónsson, aufgenommen und produziert hatte. Das Album wurde sowohl auf CD als auch auf Vinyl veröffentlicht; außerdem gab es eine limitierte Box in der sich neben der CD auch eine Ausgabe der inzwischen ins Deutsche übersetzten Autobiografie befand. In Deutschland trägt das Buch den Titel Count To Ten. Im Juli trat sie bei der Geburtstagsfeier des dänischen Kronprinzen auf und spielte dort das eigens für diesen Anlass komponierte Stück Adams House. Am 15. Oktober 2018 begann sie in der Kölner Philharmonie ihre 11 Auftritte umfassende Deutschland-Tournee zum Album, nachdem sie im Sommer bereits einige Auftritte im Rahmen des Schleswig-Holstein-Musik-Festivals absolviert hatte.

## Auszeichnungen
- Danish Music Awards
  - 2004 als beste Songwriterin
  - 2006 als beste Sängerin
  - 2008: vier Nominierungen
- Årets Steppeulv (dänischer Musikkritikerpreis)
  - 2004 als beste Komponistin
- Kronprinsparrets Kulturpris 2008 (mit 500.000 Kronen dotierter Kulturpreis des Kronprinzenpaares)
- Robert 2010 der Danmarks Film Akademi für die Filmmusik zu Oldboys

## Diskografie

### Alben
| Jahr | Titel                                                  | Höchstplatzierung, Gesamtwochen, AuszeichnungChartplatzierungen (Jahr, Titel, Platzierungen, Wochen, Auszeichnungen, Anmerkungen) | Höchstplatzierung, Gesamtwochen, AuszeichnungChartplatzierungen (Jahr, Titel, Platzierungen, Wochen, Auszeichnungen, Anmerkungen) | Höchstplatzierung, Gesamtwochen, AuszeichnungChartplatzierungen (Jahr, Titel, Platzierungen, Wochen, Auszeichnungen, Anmerkungen) | Höchstplatzierung, Gesamtwochen, AuszeichnungChartplatzierungen (Jahr, Titel, Platzierungen, Wochen, Auszeichnungen, Anmerkungen) | Anmerkungen                                    |
| Jahr | Titel                                                  | DK | DE | AT | CH | Anmerkungen                                    |
| ---- | ------------------------------------------------------ | --- | --- | --- | --- | ---------------------------------------------- |
| 2003 | Notes                                                  | DK40 (1 Wo.)DK | — | — | — | Erstveröffentlichung: 1. September 2003        |
| 2005 | In the Red                                             | DK1 ×2Doppelplatin · (55 Wo.)DK                                                                                                   | DE84 (1 Wo.)DE | — | — | Erstveröffentlichung: 25. Juli 2005            |
| 2007 | Count to Ten                                           | DK1 ×2Doppelplatin · (70 Wo.)DK                                                                                                   | — | — | — | Erstveröffentlichung: 3. September 2007        |
| 2008 | A Beginning, a Detour, an Open Ending                  | DK2 Platin · (47 Wo.)DK | — | — | — | Erstveröffentlichung: 22. September 2008 3 EPs |
| 2009 | The Road to Gävle                                      | DK5 Gold · (23 Wo.)DK | — | — | — | Erstveröffentlichung: 30. November 2009        |
| 2010 | Welcome Back Colour                                    | DK1 ×5Fünffachplatin · (71 Wo.)DK                                                                                                 | — | — | — | Erstveröffentlichung: 14. Juni 2010 Doppel-CD  |
| 2011 | Tina Dickow with the Danish National Chamber Orchestra | DK12 (8 Wo.)DK | — | — | — | Erstveröffentlichung: 14. Februar 2011         |
| 2012 | Where Do You Go to Disappear?                          | DK1 Platin · (30 Wo.)DK | DE59 (1 Wo.)DE | — | CH98 (1 Wo.)CH | Erstveröffentlichung: 3. September 2012        |
| 2014 | Whispers                                               | DK1 Gold · (18 Wo.)DK | DE26 (2 Wo.)DE | — | CH44 (1 Wo.)CH | Erstveröffentlichung: 25. August 2014          |
| 2014 | En håndfuld danske                                     | DK12 Platin · (5 Wo.)DK | — | — | — | Erstveröffentlichung: 1. Dezember 2014         |
| 2018 | Fastland                                               | DK1 Gold · (4 Wo.)DK | DE69 (1 Wo.)DE | — | — | Erstveröffentlichung: 28. September 2018       |
| 2022 | Bitte små ryk                                          | DK1 Gold · (5 Wo.)DK | — | — | — | Erstveröffentlichung: 1. April 2022            |

Weitere Alben
- 2001: Fuel
- 2004: Far (EP)
- 2006: Live in the Red (Doppel-DVD)

### Singles
| Jahr | Titel Album                                               | Höchstplatzierung, Gesamtwochen, AuszeichnungChartsChartplatzierungen (Jahr, Titel, Album, Platzierungen, Wochen, Auszeichnungen, Anmerkungen) | Anmerkungen |
| Jahr | Titel Album                                               | DK | Anmerkungen |
| ---- | --------------------------------------------------------- | --- | ----------- |
| 2007 | On the Run Welcome Back Colour                            | DK26 Gold · (3 Wo.)DK |             |
| 2009 | Open Wide Welcome Back Colour                             | DK1 Platin · (10 Wo.)DK |             |
| 2010 | Welcome Back Colour                                       | DK19 (7 Wo.)DK |             |
| 2010 | Copenhagen Welcome Back Colour                            | DK14 (1 Wo.)DK |             |
| 2012 | Moon to Let Where Do You Go to Disappear?                 | DK22 (1 Wo.)DK |             |
| 2012 | You Wanna Teach Me to Dance Where Do You Go to Disappear? | DK24 Gold · (9 Wo.)DK |             |
| 2014 | Someone You Love Whispers                                 | DK13 Gold · (2 Wo.)DK |             |
| 2014 | Old Friends Whispers                                      | DK26 (2 Wo.)DK |             |
| 2014 | Mines Whispers                                            | DK11 (2 Wo.)DK |             |

Weitere Singles
- 2005: Nobody’s Man (DK: Gold)
- 2007: København (DK: Gold)
- 2015: Pigen ud af Aarhus (DK: Gold)
- 2018: Fancy
- 2020: Ensom (DK: Gold)
- 2021: Alt hvad hun ville var at danse (DK: Platin)

### Gastbeiträge
| Jahr | Titel Album        | Höchstplatzierung, Gesamtwochen, AuszeichnungChartsChartplatzierungen (Jahr, Titel, Album, Platzierungen, Wochen, Auszeichnungen, Anmerkungen) | Anmerkungen               |
| Jahr | Titel Album        | DK | Anmerkungen               |
| ---- | ------------------ | --- | ------------------------- |
| 2011 | Helt alene Elektra | DK21 Gold · (2 Wo.)DK | Suspekt feat. Tina Dickow |